# Arquidiocese de Joinville
A Arquidiocese de Joinville (Archidiocesis Ioinvillensis) é uma divisão eclesiástica da Igreja Católica no estado de Santa Catarina. Sua catedral, sob o título de São Francisco Xavier, localiza-se em Joinville. Foi criada no dia 17 de janeiro de 1927, pelo Papa Pio XI, pela Bula Inter Praecipuas. Hoje, a diocese abrange 18 municípios da região Norte de Santa Catarina.
No dia 24 de Junho de 2017 o bispo Dom Francisco Carlos Bach tomou posse da diocese, em uma cerimônia presidida inicialmente por Dom Wilson Tadeu Jönck, arcebispo metropolitano de Florianópolis.
No dia 05 de novembro de 2024 o papa Francisco elevou a Diocese de Joinville à dignidade de Arquidiocese Metropolitana, erigindo igualmente a Província Eclesiástica de Joinville, tendo como sufragâneas as dioceses de Blumenau e Rio do Sul. Seu primeiro Arcebispo Metropolitano o até então bispo diocesano, Dom Francisco Carlos Bach.

## Bispos
Administração local:
| #                  | Nome                              | Período     | Notas                         |
| Arcebispo          | Arcebispo                         | Arcebispo   | Arcebispo                     |
| ------------------ | --------------------------------- | ----------- | ----------------------------- |
| 1°                 | Francisco Carlos Bach             | 2024-       | Atual                         |
| Bispo              |                                   |             |                               |
| 5°                 | Francisco Carlos Bach             | 2017 - 2024 |                               |
| 4º                 | Irineu Roque Scherer              | 2007 - 2016 | Faleceu no cargo              |
| 3º                 | Orlando Brandes                   | 1994 - 2006 | Nomeado Arcebispo de Londrina |
| 2°                 | Gregório Warmeling                | 1957 - 1994 | Renunciou por idade           |
| 1°                 | Pio de Freitas Silveira, C.M.     | 1929 - 1954 | Renunciou                     |
| Bispos coadjutores |                                   |             |                               |
|                    | Inácio João Dal Monte, O.F.M.Cap. | 1949 - 1952 | Nomeado Bispo de Guaxupé      |